# Acrymia ajugiflora
Acrymia ajugiflora là một loài thực vật có hoa trong họ Hoa môi. Loài này được Prain mô tả khoa học đầu tiên năm 1908. 